# Parc olympique Komazawa
 (mars 2025).
Si vous disposez d'ouvrages ou d'articles de référence ou si vous connaissez des sites web de qualité traitant du thème abordé ici, merci de compléter l'article en donnant les références utiles à sa vérifiabilité et en les liant à la section « Notes et références ».
Le parc olympique Komazawa (en japonais : 駒沢オリンピック公園) à Tokyo, est un stade olympique construit à l'occasion des jeux olympiques d'été de 1964.
Ce parc comprend notamment : 
- des terrains de handball
- des pistes de course à pied
- des pistes cyclables
- des courts de tennis
- un skate-park
- un stade de football
- un gymnase

## Source
- (en) Cet article est partiellement ou en totalité issu de l’article de Wikipédia en anglais intitulé « Komazawa Olympic Park » (voir la liste des auteurs).